# Ammophila azteca
Ammophila azteca är en biart som beskrevs av Cameron 1888. Ammophila azteca ingår i släktet Ammophila och familjen grävsteklar.

## Underarter
Arten delas in i följande underarter:
- A. a. azteca
- A. a. clemente